# Minami-Sōma
Minami-Sōma (jap. 南相馬市 Minami-Sōma-shi; Sōma Południowa) – miasto w Japonii, na wyspie Honsiu (Honshū), w prefekturze Fukushima. Ma powierzchnię 398,58 km². W 2020 r. mieszkało w nim 59 005 osób, w 25 177 gospodarstwach domowych  (w 2010 r. 70 878 osób, w 23 523 gospodarstwach domowych) .

## Położenie
Miasto leży we wschodniej części prefektury graniczy z miastem Sōma.

## Historia
Minami-Sōma otrzymała status miasta rangi -shi (市) 1 stycznia 2006. Powstała z połączenia miasteczek: Haramachi, Odaki i Kashimy.